# Barney, England
Barney är en ort i civil parish Fulmodeston, i distriktet North Norfolk, i grevskapet Norfolk i England. Orten är belägen 8 km från Fakenham. Barney var en civil parish fram till 1935 när blev den en del av Fulmodeston. Civil parish hade 243 invånare år 1931. Byn nämndes i Domedagsboken (Domesday Book) år 1086, och kallades då Berlei/ Berneia.